# Ramón Sáenz de Inestrillas

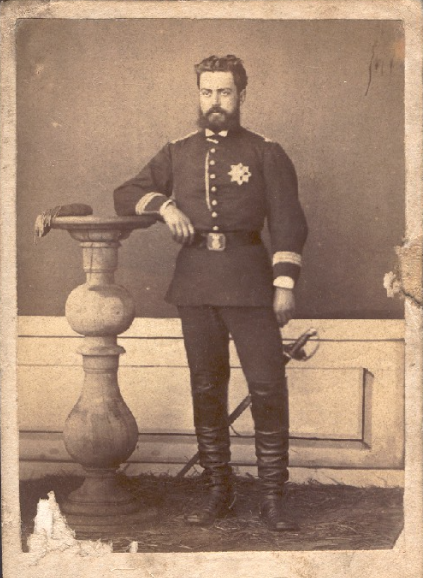
Ramón Sáenz de Inestrillas

Ramón Sáenz de Inestrillas y Antón (Madrid, 2 de febrero de 1841-28 de marzo de 1908) fue un militar español.

## Biografía
Siguió la carrera militar, ingresando en la Academia de Infantería en 1854. Fue promovido a subteniente en 1858, sirviendo después en el regimiento de Zaragoza y luego en el batallón de Alcántara.

### Guerra de África
Tomó parte en la campaña de África de 1860, asistiendo a las batallas del Serrallo, El Renegado, Barranco del Infierno, Monte de las Minas, Castillejos, Monte Negrón, Wad Ras y Tetuán, siendo ascendido a teniente y quedando, después de la paz, de guarnición en Tetuán, hasta 1861, en que pasó a la Península sirviendo en el batallón de las Navas, con el que estuvo de guarnición en Madrid, San Sebastián, Irún y Tolosa. Por su actuación en la campaña de África, obtuvo la cruz de San Fernando.

### Lucha contra los revolucionarios
En 1865 combatió contra las partidas insurrectas levantadas en Cataluña, ganando por ello la cruz de Isabel la Católica. Luchó en 1866 con los regimientos de caballería sublevados por Prim en Aranjuez y Ocaña, y el 22 de junio del mismo año luchó en las calles de Madrid contra las fuerzas sublevadas por Pierrad e Hidalgo en el cuartel de San Gil, ascendiendo a capitán.
En 1868 luchó contra las partidas republicanas levantadas en Cataluña, Aragón y Valencia. Al ver el sesgo de indisciplina y anarquía que tomaba la triunfante revolución de Septiembre, Sáenz de Inestrillas se puso en tratos con los generales carlistas Elio y Marco de Bello para servir a la causa de Don Carlos. Tuvo noticia de ello el gobierno liberal, y en septiembre de 1869 le detuvo y formó sumaria, de la que salió absuelto con los pronunciamientos más favorables, tanto que en el mes de octubre siguiente salió a pelear en Zaragoza contra los republicanos, que se resistieron a ser desarmados. Por su heroico comportamiento fue ascendido a comandante, sirviendo en el regimiento de África, del que era coronel Fernando Primo de Rivera, primer marqués de Estella.

### Tercera guerra carlista
El 14 de septiembre de 1872, Sáenz de Inestrillas fue a avistarse con el general carlista Lizárraga, ya alzado en armas y a cuyas órdenes había servido durante cinco años en el reinado de Isabel II. Sáenz de Inestrillas fue nombrado comandante militar de Azpeitia, pero al atravesar la frontera fue detenido por la policía francesa e internado, primero en Burdeos y después en Nantes.
Vuelto a España, organizó el primer batallón de carlistas guipuzcoanos, con el que puso sitio a Azpeitia en 1873. Estuvo en las acciones de Astigarreta, Mendavia, Azcoitia y Machuinseta, siendo herido en el combate de Guernica.
Tomó parte en la acción de Abarcisqueta y en la retirada de Artigorroeta, en donde con 400 hombres habría sostenido, según crónicas en la prensa carlista, el empuje de 4000, durando el fuego seis horas, hasta consumir el último cartucho. Asistió luego a la acción de Peñacerrada y la batalla de Eraul, en la que por su comportamiento, mandando un batallón de Guipúzcoa, fue ascendido a teniente coronel.
Nombrado ayudante del general Dorregaray, se distinguió también en las acciones de Irurzun, Beramendi, Cirauqui, toma de Estella, Dicastillo, toma del fuerte de Viana, Santa Bárbara de Mañeru, Montejurra, Portugalete, Luchana y El Desierto, siendo ascendido a coronel el 22 de enero de 1874.
Tomó parte en la batalla de Somorrostro, mandando media brigada de la 2.ª división del ejército del Norte. Luchó también en San Pedro Abanto y en el sitio de Bilbao, en Villarreal de Álava y en la batalla de Abárzuza. En 1874 fue nombrado jefe de Estado Mayor de Guipúzcoa, dirigiendo las operaciones de la línea del Oria, recuperando el fuerte de Burunza.
En 1875 fue destinado a la Dirección general de Infantería y en 1876 fue ascendido a general de brigada. Acompañó a Don Carlos en su retirada a Francia, regresando en 1877 de la emigración, residiendo después varios años en Filipinas y estableciéndose en 1900 de nuevo en Madrid, donde murió algunos años después.

## Familia y descendencia
Ramón Sáenz de Inestrillas estuvo casado con Elvira Pardo, natural de La Habana, y fue padre de Ricardo Sáenz de Inestrillas y Pardo, oficial de Infantería nacido en Nantes alrededor de 1879.
Ricardo Sáenz de Inestrillas y Pardo fue padre de Alfredo Sáenz de Inestrillas y Zapico, militar y camisa vieja de Falange, y abuelo de Ricardo Sáenz de Ynestrillas Martínez, comandante del Ejército asesinado por la ETA en 1986.